# Pfarrkirche Stoob

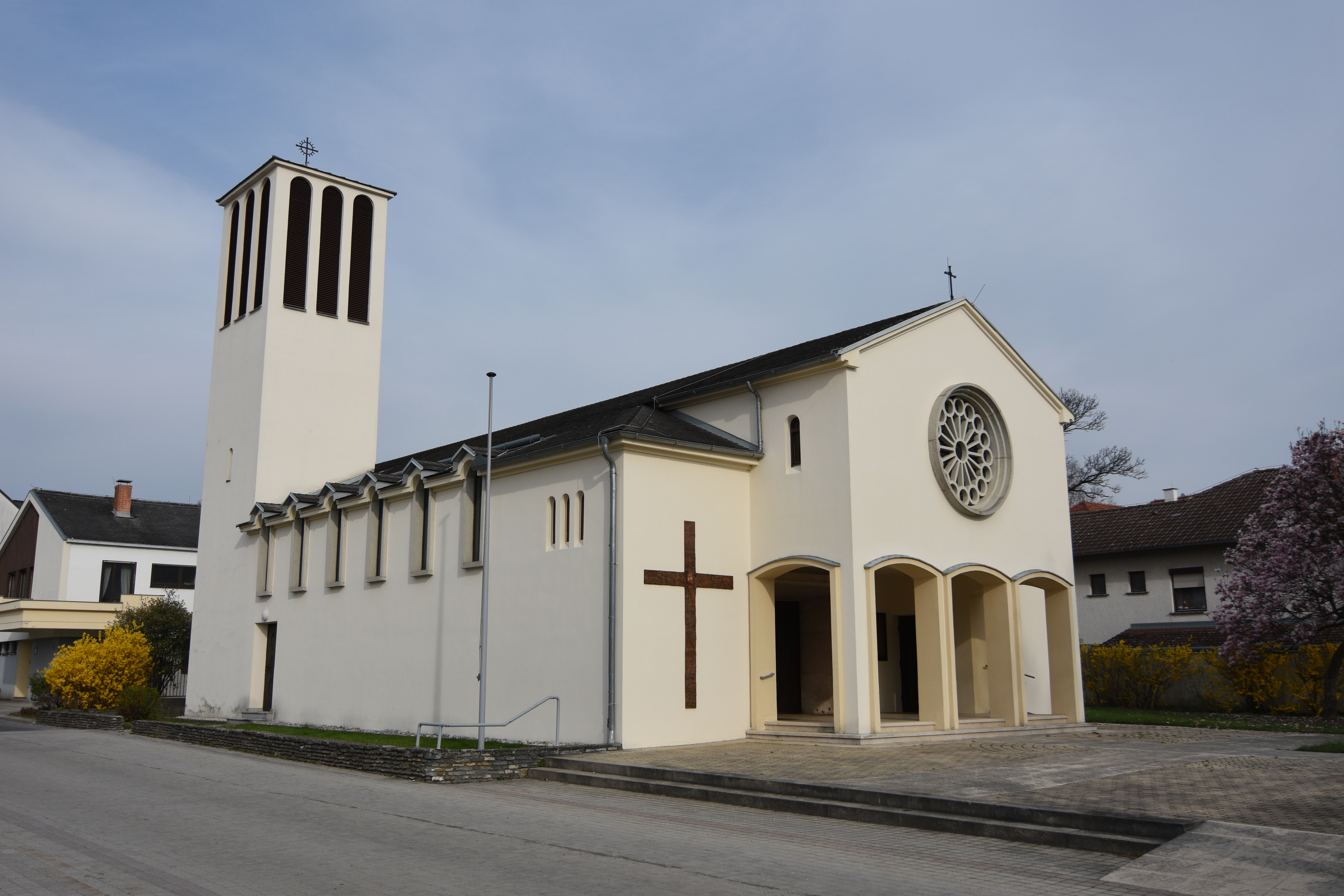
Katholische Pfarrkirche hl. Johannes der Täufer in Stoob

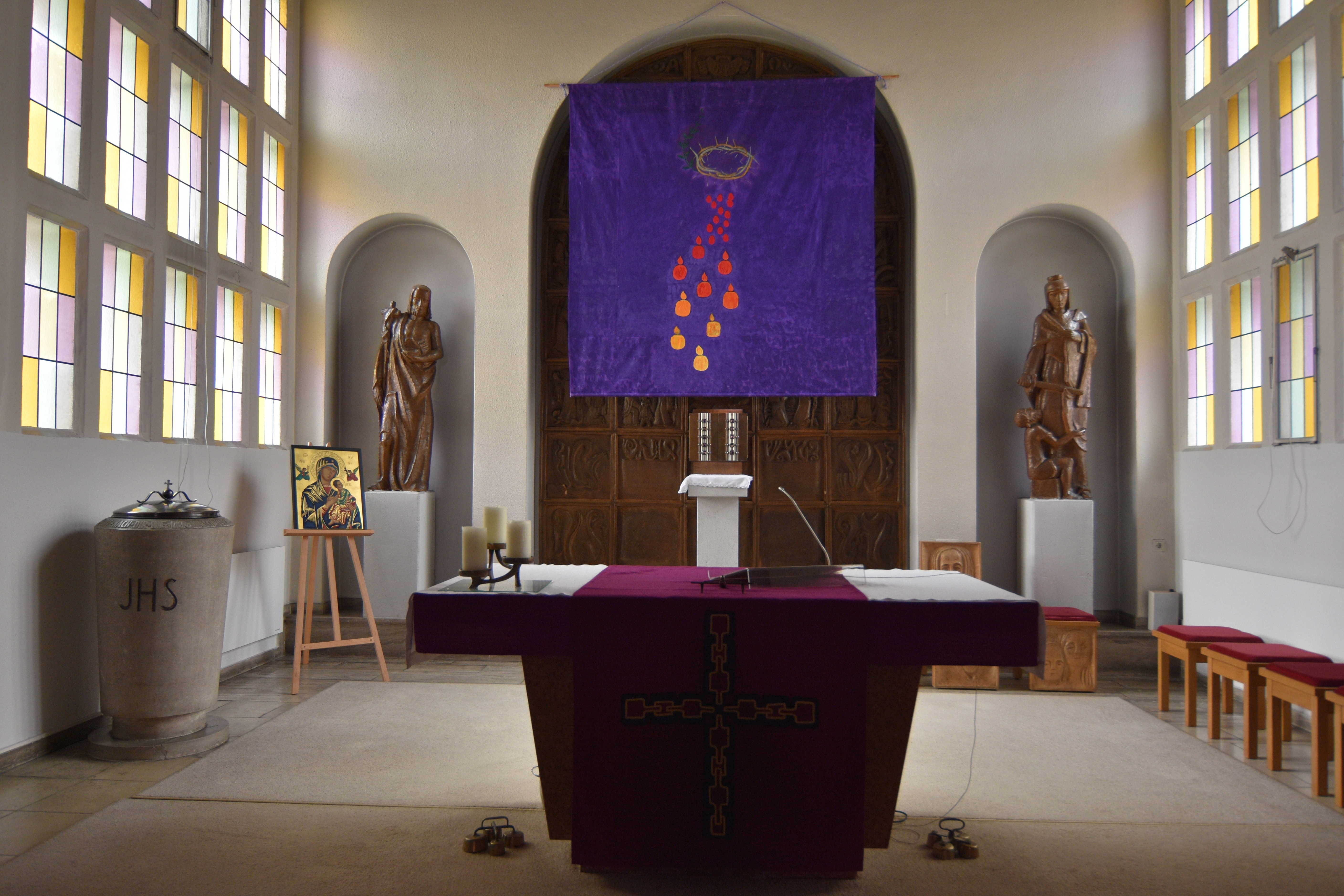
Der Altarraum der Kirche

Die römisch-katholische Pfarrkirche Stoob steht in der Gemeinde Stoob im Bezirk Oberpullendorf im Burgenland. Sie ist dem heiligen Johannes der Täufer geweiht und gehört zum Dekanat Oberpullendorf in der Diözese Eisenstadt. Das Bauwerk steht unter Denkmalschutz.

## Geschichte
Die mittelbare Vorgängerkirche, die Stoober Bergkirche, in beherrschender Lage auf einem Hügel östlich des Ortes gelegen und von der an Mitgliedern dominanten evangelischen Gemeinde bis ca. 1670 benutzt, wurde wegen ihres desolaten Zustands zwischen 1871 und 1878 renoviert. Bereits kurz danach, 1883, genehmigte der Bischof einen kompletten Neubau, der die notwendig gewordene Erweiterung des Fassungsraums der Bergkirche ermöglichen sollte. Aus finanziellen Gründen konnten die Planungen zu dieser Zeit nicht verwirklicht werden.
Im Jahr 1889 wurde der Kalvarienberg um die Bergkirche angelegt und die Kalvarienberggruppe aus Südtirol angekauft. Zudem wurde nun wieder eine Erweiterung bzw. ein Neubau der zu klein gewordenen Kirche geplant. Im Ortsried wurde eine Kapelle errichtet, um, für kleine Andachten, den Gläubigen den weiten Weg auf den Kirchhügel zu ersparen. Schon 1888 war es durch Adaptierung eines frei gewordenen Schulhauses möglich geworden, im Ort eine Notkirche zu etablieren, die mehr Platz bot als die Bergkirche.
Zum Neubau einer Kirche kam es, bedingt durch die schwierige wirtschaftliche Situation, aber erst in den 1950er-Jahren. Es bestand also in Stoob zwischen 1888 und 1956 eine Notkirche, während die Bergkirche nur als Kalvarienkapelle genutzt wurde (und nach der Eröffnung der neuen Pfarrkirche weiter verfiel).
Die neue Pfarrkirche wurde an Stelle der baufälligen Notkirche, östlich der Hauptstraße in Ortsmitte auf rechteckigem Platz, am Schnittpunkt der Abzweigung zur Kirchengasse, in den Jahren 1956 bis 1959 nach den Plänen des Architekten Ladislaus Hruska errichtet. Die Bauausführung oblag dem Stoober Baumeister Robert Wukowits. Durch den Einsatz belgischer Baugesellen war bis Ende 1957 der Rohbau fertiggestellt – in welchen, unter anderem, eine die Jahreszahl 1535 aufweisende Glocke aus dem abgebrochenen Turm der Bergkirche übertragen worden war.
Am 2. November 1958 wurde die Kirche benediziert, die Konsekration nach Abschluss aller Arbeiten erfolgte am 28. Juni 1959. Eine Außenrenovierung der Kirche wurde 1979 vorgenommen, Innenrestaurierung und Umgestaltung des Altarraumes erfolgten 1968 und 1980. Die Orgel aus 1962 mit 7 Registern wurde von Josef Huber aus Eisenstadt gebaut.